# 오리타쿠시바노키
《오리타쿠시바노키》(일본어: 折たく柴の記 おりたくしばのき[*], 折焚柴の記라고도 쓴다)는 일본 에도 시대(江戸時代) 중기의 학자이자 하타모토(旗本)로써, 쇼군(将軍) 요시노부(家宣)의 치세에 이른바 조토쿠의 치(正徳の治)라 불리는 일련의 정치개혁을 주도하였던 아라이 하쿠세키(新井白石)가 쓴 수필이다. 그 성립은 교호(享保) 원년(1716년)무렵으로 알려져 있다.
《오리타쿠시바노키》의 책 제목은 《신고킨와카슈》(新古今和歌集)권8 '애상가(哀傷歌)'에 실려 있는 헤이안 시대 말기 ~ 가마쿠라 시대 초기 고토바 천황(後鳥羽天皇)의 와카 「思ひ出づる折りたく柴の夕煙むせぶもうれし忘れ形見に」에서 유래한 것으로 「생각난 대로 쓴 기록」 정도의 의미가 있다. 때문에 한국에서 본서가 소개될 때는 책 제목 번역을 비망기(備忘記)/비망록(備忘錄) 등으로 번역하여 소개하기도 한다. 그러나 하쿠세키에게 있어 「잊을 수 없을 만큼 반갑고도 그리운」 사람이란 그를 중용했던 6대 쇼군 도쿠가와 요시무네 본인이었다.
본서는 하쿠세키의 생가인 아라이 집안에 대한 것, 하쿠세키 자신의 정치적 체험담 등이 수록되어 있으며, 자전적, 정치적 요소가 짙은 자전적 수필로 평가받고 있다. 하쿠세키가 편찬한 여러 다이묘(大名) 집안의 통합 족보인 『번한보』(藩翰譜)의 작성 경위도 실려 있다.
일본에서는 마쓰무라 아키라(松村明)가 교주한 이와나미 문고판(岩波文庫版, ISBN 4003021215), 구와하라 다케오(桑原武夫)가 번역한 주고 클래식판(中公クラシックス版, ISBN 4121600673) 등이 출판되어 있다.